# Parti pour la préservation nationale
 (décembre 2023).
Si vous disposez d'ouvrages ou d'articles de référence ou si vous connaissez des sites web de qualité traitant du thème abordé ici, merci de compléter l'article en donnant les références utiles à sa vérifiabilité et en les liant à la section « Notes et références ».
Le Parti pour la préservation nationale (Þjóðvarnarflokkurinn) était un parti politique en Islande.
Il a été fondé le 15 mars 1953 par le groupe qui éditait l'hebdomadaire Frjáls Þjóð. Le parti était opposé à l'adhésion de l'Islande à l'OTAN et demanda l'organisation d'un référendum. Il était également contre la présence de bases militaires américaines en Islande. Il prônait une économie où cohabiteraient secteurs privé et public.
En 1953, il obtint deux sièges au parlement national lors des élections législatives. Il les perdit toutefois lors des élections suivantes. Le parti fut également représenté au Conseil des étudiants de l'Université islandaise, au conseil communal de Reykjavik et dans le gouvernement local d'Akureyri.
En 1963, le Parti pour la préservation nationale présenta des candidats sur la liste de l'Alliance du peuple. Il gagna alors à nouveau un siège, qu'il conserva jusqu'en 1979.

## Résultats électoraux

### Législatives
| Élection    | Voix  | %   | Sièges | Position |
| ----------- | ----- | --- | ------ | -------- |
| 1953        | 4 667 | 6,0 | 2 / 52 | 5e       |
| 1956        | 3 706 | 4,5 | 0 / 52 | 5e       |
| 1959 (juin) | 2 137 | 2,5 | 0 / 52 | 5e       |
| 1959 (oct)  | 2 883 | 3,4 | 0 / 60 | 5e       |